# Laixi (sockenhuvudort i Kina, Jiangxi Sheng, lat 27,21, long 116,58)
Laixi är en sockenhuvudort i Kina. Den ligger i provinsen Jiangxi, i den sydöstra delen av landet, omkring 180 kilometer sydost om provinshuvudstaden Nanchang. Antalet invånare är 15 312. Befolkningen består av 7 436 kvinnor och 7 876 män. Barn under 15 år utgör 20,0 %, vuxna 15-64 år 72 %, och äldre över 65 år 6,0 %.
Runt Laixi är det ganska tätbefolkat, med 144 invånare per kvadratkilometer. Närmaste större samhälle är Taihe, 17,8 km söder om Laixi. I omgivningarna runt Laixi växer i huvudsak blandskog.
Genomsnittlig årsnederbörd är 2 454 millimeter. Den regnigaste månaden är juni, med i genomsnitt 431 mm nederbörd, och den torraste är oktober, med 19 mm nederbörd.